# Берско кметство
Берското кметство (на гръцки: Δημαρχειακό Μέγαρο Βέροιας) е историческа постройка в град Бер, Гърция, която от 1996 година служи за седалище на дем Бер.
Сградата е разположена в центъра на града. Започва да се строи като сграда за гимназия в 1906 година от гръцката община в града, начело с митрополит Апостол Берски. Училището е открито в 1908 година – на входа му има надпис „Ελληνικό Γυμνάσιο Ελληνικής Κοινότητας Βέροιας“ (Гръцка гимназия на берската гръцка община). През Балканските войни сградата е превърната във военна болница и казарма, а през Първата световна война се използва от френската армия. Служи като училище до 1996 година и след основен ремонт на 16 октомври 2001 г. е открита като кметство. Сградата се използва и за различни културни и обществени събития.